# Sukovo trio
Sukovo trio je české klavírní trio, pojmenované po skladateli Josefu Sukovi, dědečkovi houslisty Josefa Suka, který trio roku 1951 založil.
Trio debutovalo 5. dubna 1951 v Rudolfinu v Praze s Josefem Sukem (housle), Alexandrem Večtomovem (violoncello) a Jiřím Hubičkou (klavír). Po počátečních změnách se ustálilo obsazení: Josef Suk (housle), Josef Chuchro (violoncello), Jan Panenka (klavír). V tomto obsazení si trio vydobylo světové renomé. Roku 1980 převzal klavírní part Josef Hála.
Nahrávka klavírního tria Dumky Antonína Dvořáka pro společnost Deutsche Grammophon byla první stereofonní nahrávkou v historii společnosti. Sukovo trio mělo v repertoáru většinu velkých klavírních trií a dalších skladeb pro toto obsazení (jako např. Beethovenův Trojkoncert pro klavírní trio a orchestr), absolvovalo koncerty na všech kontinentech a vytvořilo velké množství nahrávek. Získalo mnoho cen včetně Grand Prix du Disque.
Jedno z posledních vystoupení mělo Sukovo trio v Praze 20. května 1990, kde provedlo mj. skladbu Rafaela Kubelíka po jeho návratu z exilu.